# Szkoła (film)
Szkoła (tyt. oryg. Mësonjëtorja) – albański film fabularny z roku 1979 w reżyserii Muharrema Fejzo.

## Opis fabuły
Akcja filmu rozgrywa się prawdopodobnie pod koniec XIX w. w Korczy. Dafina, młoda nauczycielka przyjeżdża do miasta z zamiarem otwarcia w nim szkoły dla dziewcząt. Przeciwne tym planom są lokalne władze osmańskie, które próbują doprowadzić do deportowania Dafiny. Z władzami współpracują duchowni, uznając działalność Dafiny za antyreligijną. Pomocą Dafinie służy jej wuj, Stefan Bardhi, partyzant Kajo i inni, którzy pomagają Dafinie się ukryć.
Film nawiązuje do wydarzeń, które miały miejsce w 1891, kiedy to rodzina Qirjazi podjęła próbę uruchomienia w Korczy pierwszej szkoły dla dziewcząt.

## Obsada
- Roza Anagnosti jako nauczycielka Dafina
- Guljelm Radoja jako Stefan Bardhi
- Valentina Çaçi jako Anthulla
- Petrika Riza jako urzędnik osmański
- Ardian Cerga jako Kajo
- Thimi Filipi jako Vani
- Marko Bitraku jako dowódca żandarmerii
- Selma Sotiriadhi jako Aferdita
- Robert Ndrenika jako Kosta
- Renato Rapi jako Andon
- Dhimitër Trajçe jako nauczyciel Bexhet
- Teodor Rupi jako mutasarrif
- Fabiola Karapici jako Shega

## Nagrody i wyróżnienia
Na IV Festiwalu Filmu Albańskiego w Tiranie Roza Anagnosti otrzymała nagrodę aktorską za rolę Dafiny.